# Arthur Knyvet Wilson
Arthur Knyvet Wilson (4 maart 1842 – 25 mei 1921) was een Britse admiraal die de rol van First Sea Lord kortstondig heeft bekleed. Hij werd onderscheden met het Victoria Cross.

## Militaire loopbaan
- Naval Cadet: 1 juni 1855[1]
- Midshipman: 1855
- Sub-Lieutenant: 4 maart 1861[1]
- Lieutenant: 11 december 1861[1]
- Commander: 18 september 1873[1]
- Captain: 19 maart 1880[1]
- Rear Admiral: 20 februari 1895[1]
- Vice Admiral: 28 maart 1901[1]
- Admiral: 24 februari 1905[1]
- Admiral of the Fleet: 1 maart 1907[1]

## Decoraties
- Victoria Cross[1]
- Ridder Grootkruis in de Orde van het Bad op 9 november 1906
- Ridder Commandeur in de Orde van het Bad op 26 juni 1902
- Lid in de Orde van het Bad op 21 juni 1887
- Order of Merit op 8 maart 1912
- Ridder Grootkruis in de Koninklijke Orde van Victoria op 11 augustus 1905
- Ridder Commandeur in de Koninklijke Orde van Victoria op 11 augustus 1903
- Orde van Mejidie, 3e klasse op 12 januari 1883
- Orde van de Dannebrog
- Orde van de Nederlandse Leeuw